# Marcin Goiszewski
Marcin Goiszewski herbu Brochwicz – chorąży mszczonowski w 1788 roku, podstoli sochaczewski w 1784 roku, cześnik sochaczewski w 1777 roku, łowczy sochaczewski w 1773 roku, wojski sochaczewski w 1766 roku, komornik ziemski sochaczewski.
Syn Wojciecha, żonaty z Anną Rusiecką.
Mecenas pierwszej klasy Trybunału Głównego Koronnego w Piotrkowie w 1786 roku.